# Brian Idowu
Brian Idowu (San Petersburgo, 18 de mayo de 1992) es un futbolista ruso de origen nigeriano que juega de defensa.

## Biografía
Idowu es hijo de padre nigeriano y madre mitad rusa, mitad nigeriana. Por lo tanto, a pesar de sus raíces en Nigeria, no se le considera un jugador extracomunitario.

## Selección nacional
En noviembre de 2017 fue convocado para la selección de fútbol de Nigeria para disputar un partido contra Argentina en Krasnodar el 14 de noviembre de 2017. Hizo su debut tras salir al campo en la segunda parte del partido sustituyendo a Ola Aina, llegando a marcar el tercer gol del combinado nigeriano.

### Participaciones en Copas del Mundo
| Mundial                        | Sede  | Resultado      | Partidos | Goles |
| ------------------------------ | ----- | -------------- | -------- | ----- |
| Copa Mundial de Fútbol de 2018 | Rusia | Fase de grupos | 3        | 0     |

### Goles internacionales
| # | Fecha                   | Estadio                                    | Oponente  | Gol | Resultado | Competición |
| - | ----------------------- | ------------------------------------------ | --------- | --- | --------- | ----------- |
| 1 | 14 de noviembre de 2017 | Estadio del FC Krasnodar, Krasnodar, Rusia | Argentina | 2-3 | 2-4       | Amistoso    |

## Clubes
| Club                                  | País  | Año       | Partidos | Goles |
| ------------------------------------- | ----- | --------- | -------- | ----- |
| F. C. Amkar Perm                      | Rusia | 2010-2013 | 2        | 0     |
| F. C. Dynamo San Petersburgo (cedido) | Rusia | 2013-2014 | 26       | 1     |
| F. C. Amkar Perm                      | Rusia | 2014-2018 | 97       | 3     |
| F. C. Lokomotiv Moscú                 | Rusia | 2018-2020 | 38       | 0     |
| F. K. Jimki                           | Rusia | 2020-2023 | 79       | 3     |

## Palmarés

### Títulos nacionales
| Título             | Club                  | País  | Año  |
| ------------------ | --------------------- | ----- | ---- |
| Copa de Rusia      | F. C. Lokomotiv Moscú | Rusia | 2019 |
| Supercopa de Rusia | F. C. Lokomotiv Moscú | Rusia | 2019 |